# Isabella Grothe
Isabella Grothe (* 1948 in Leer) ist eine deutsche Schauspielerin, Hörspiel- und Synchronsprecherin.

## Werk
Neben ihrer Mitwirkung in einzelnen Folgen in Fernsehserien wie Der Landarzt, Großstadtrevier, Freunde fürs Leben und Achterbahn sowie einigen Fernsehfilmen ist sie vor allem als Synchronsprecherin tätig. Besonders bekannt wurde ihre Stimme durch die Synchronisation von Annette O’Toole als Martha Kent in der Serie Smallville.  In der Kinofilmreihe Saw synchronisierte Isabella Grothe in den Teilen III bis VI Betsy Russell in der Rolle der Jill Tuck. Für die Synchronisation der ARD-Ausstrahlung der Sitcom Hör mal, wer da hämmert, lieh sie der Schauspielerin Patricia Richardson als Jill Taylor ihre Stimme. Sie ist die Mutter der deutschen Synchronsprecherin Kristina von Weltzien.

## Synchronrollen (Auswahl)
Penelope Wilton
- 2011–2015: als Isobel Crawley/Merton in Downton Abbey
- 2017: als Denise Austin in Der Zoo
- 2019: als Carrie Louise Serrocold in Agatha Christie’s Marple
- 2019: als Isobel Merton in Downton Abbey
- 2022: als Isobel Merton in Downton Abbey II: Eine neue Ära
- 2022: als Hester Laggett in Die Täuschung

Mimi Kennedy
- 2012: als Carol Solomon in Fast verheiratet
- 2013–2021: als Marjorie Armstrong in Mom
- 2013: als Mary King in Veep – Die Vizepräsidentin

### Filme
- 2000: Angie Harmon als Commissioner Barbara Gordon in Batman of the Future – Der Joker kommt zurück
- 2002: Ellen David als Connie in Dog Detectives – Helden auf vier Pfoten
- 2002: Pam Ferris als Tommy Cotter in Tötet Smoochy
- 2003: Mia Dillon als Jane Beale in Gods and Generals
- 2005: Jude Beny als Evelyn Kent in Das verbotene Zimmer
- 2006: Patrika Darbo als Shannon Permatteo in Hatchet
- 2006–2010: Betsy Russell als Jill Tuck in Saw–Filmreihe
- 2011: Mary McDonnell als Mary Rogers in Der große Crash – Margin Call
- 2015: als V-Melissa in Mad Max: Fury Road
- 2016: Margo Martindale als Schwester Aluminata in The Boss
- 2019: Martha Plimpton als Yelena in Die Eiskönigin II
- 2020: Frances de la Tour als Die Witwe in Enola Holmes
- 2020: Rivka Michaeli als Berta Posnansky in Kiss Me Kosher

### Serien
- 1986–1999: Maeve Kinkead als Vanessa Chamberlain Lewis in Springfield Story
- 1992–2013: Jennifer Saunders als Edina Monsoon in Absolutely Fabulous
- 1996–1999: Wendy Phillips als Claire Greene in Ein Wink des Himmels
- 2000–2002: Concetta Tomei als Lynda Hansen in Providence
- 2001–2006: McLeods Töchter als Liz Ryan
- 2002–2008: Deirdre Lovejoy als Rhonda Pearlman in The Wire
- 2003–2008, 2011, 2015: Annette O’Toole als Martha Kent in Smallville
- 2007–2017: Ikuko Tani als Chiyo in Naruto Shippuden
- 2008: Frances Conroy als Virginia Hildebrandt in Desperate Housewives
- 2012–2013: Concetta Tomei als Angela in Dr. Dani Santino – Spiel des Lebens
- 2012–2016: Kathleen Barr als Mrs. Anna Twombly in Littlest Pet Shop – Tierisch gute Freunde
- seit 2013: Sorcha Cusack als Mrs. McCarthy in Father Brown
- 2014: Celia Weston als Lillian Hemmings in American Horror Story
- 2014: Wanda Ventham als Mrs. Holmes in Sherlock
- seit 2018: Linda Hunt als Henrietta 'Hetty' Lange (2. Stimme) in Navy CIS: L.A.
- seit 2018: Annette Badland als Dr. Fleur Perkins in Inspector Barnaby
- 2020: Jeannie Berlin als Ruth Heidelbaum in Hunters
- 2020: Judith Light als Dede Standish (2. Stimme) in The Politician
- 2022: Jane Seymour als Harriet „Harry“ Wild in Harry Wild – Mörderjagd in Dublin

### Computerspiele
- 2005: Star Wars: Knights of the Old Republic II: The Sith Lords, Stimme von Sara Kestelman

## Hörspiele
- Elisabeth Herrmann: Versunkene Gräber. Regie: Sven Stricker. Radio-Tatort, NDR 2011.
- Wolfsmehl: Königshaut als die Königin, Hörbuch Hamburg 2005
- 2010–2014: Danei im Sternenauto (Folge 1–3, Rolle: Bosie-Bex), Regie Wolfsmehl, Hörbuch Hamburg
- 2015–2017: Lady Bedfort als Lady Bedfort (4. Stimme)